# Karlsquell

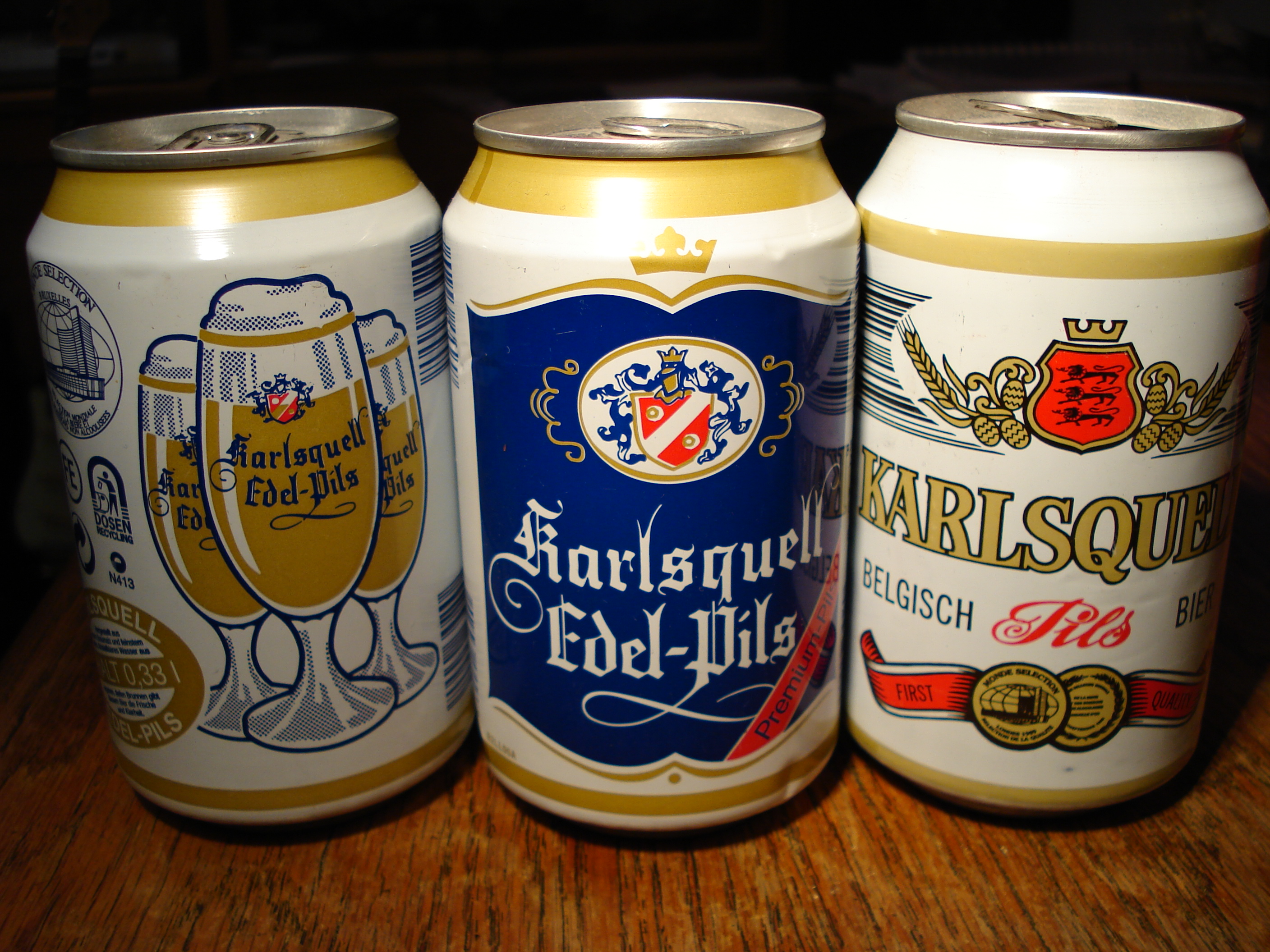
Karlsquelldosen

Karlsquell ist eine Biermarke, die viele Jahre bis Ende 2002 in den Filialen der Discounter-Kette Aldi Nord verkauft wurde. Heute bietet Aldi Karlsquell Malzbier an.
Karlsquell ist eine eingetragene Wortmarke der Aldi Einkauf GmbH & Co. oHG, Essen.
In Deutschland wurde es als Edelpils nur in Dosen vertrieben. Der Verkauf wurde dort mit der Einführung des Dosenpfandes eingestellt. Mittlerweile ist Karlsquell in Deutschland in seiner klassischen Form als Pilsbier in Einwegdosen nicht mehr erhältlich. Aldi verkauft nunmehr „Maternus“-Pils in PET-Flaschen, welches aber ebenfalls in der (Karlsquell-)Brauerei Martens in Bocholt (Belgien) hergestellt wird. Abgefüllt in Dosen ist das Getränk nur noch in Belgien, Polen, Luxemburg, Frankreich und Spanien erhältlich. In diesen Ländern gibt es neben dem Pilsner teilweise auch eine Starkbiervariante sowie ein alkoholfreies Bier.
Karlsquell-Malz sowie in den Sommermonaten auch Karlsquell-Biermischgetränke und (als Aktionsware) Karlsquell-Weizen (jeweils in 0,5 l PET-Flaschen) sind jedoch wieder bei Aldi in Deutschland erhältlich.
Der Song „Karlsquell“ der Punkband Slime besingt dieses Bier. Dosenbier der Marken Karlsquell und Hansa-Pils galten in den 1980er und 1990er Jahren des niedrigen Preises wegen als festes Accessoire unter vielen Anhängern der Punkbewegung und Jugendlichen in Deutschland.